# Меридски чувал
Меридският чувал е битка, провела се по време на Гражданската война в Испания през юли 1938 г. в зона Ла Серена в провинция Бадахос. Планирана като бърза и решителна операция от франкистката армия се превръща в кървава баня за републиканските войски.
Въпреки че това е една от големите битки в гражданската война, значението ѝ е засенчено от началото на битката при Ебро, която се води приблизително по същото време в другия край на Републиката.

## Битка
Офанзивата е планирана от франкистите в две фази: Първо, линията на високото течение на река Сухар е подсилена между 14 и 20 юни. Второ, офанзивата да бъде извършена между 20 и 24 юли, обграждайки и хващайки в капан републиканските войски, окопани на мястото. Бързо изпълненото движение на бунтовниците от фланговете на джоба изненадва републиканците.
Битката започва, когато бунтовническите сили на генерал Сумета от север напредват на юг на 20 юли. След четири дни удари по вражеските линии те се събират с настъпващите на север армии на генерал Гонсало Кейпо де Ляно при Кампанарио на 24 юли. По време на битката е извъшено масово клане на лоялни войски, принадлежащи към Естремадурската армия, водена от полковник Рикардо Бурильо. Бързата победа позволява на франкистката територия да се разшири на изток, достигайки Ла Хара в провинция Толедо.

## Последица
Тази бунтовническа военна операция е отговорна за една от най-големите загуби на човешки животи сред войниците на испанската републиканска армия в Естремадура. Сред частите, унищожени от тежкия огън на бунтовниците, след като са хванати в края на джоба, са 91-ва смесена бригада и 109-та смесена бригада. Републиканските войници, които се предават, са интернирани в концентрационния лагер в Кастуера, където някои от тях са разстреляни. Полковник Рикардо Бурильо, който е командир на Естремадурската армия от 24 ноември 1937 г., е уволнен на 31 юли и заменен от полковник Адолфо Прада.